# بوبي أبيل
بوبي أبيل (30 نوفمبر 1857 في المملكة المتحدة - 10 ديسمبر 1936 في المملكة المتحدة) (بالإنجليزية: Bobby Abel)‏ هو لاعب كريكت بريطاني (وحمل سابقاً جنسية المملكة المتحدة لبريطانيا العظمى وأيرلندا). شارك مع منتخب إنجلترا للكريكت. أما مع النوادي، فقد لعب مع نادي مقاطعة سري للكريكت ‏.

## وصلات خارجية
- بوبي أبيل على موقع إي آس بي آن كريك إنفو (الإنجليزية)